# Paradise Oskar
Axel Ehnström (født 23. oktober 1990 i Kirkkonummi) er en finsk sanger. Han er også kendt under sit kunstnernavn Paradise Oskar. Under dette navn deltog han for Finland ved Eurovision Song Contest 2011 i Düsseldorf med sangen Da da dam. Her kvalificerede han sig videre fra semi-finalen til finalen, hvor han endte på en 21. plads.